# Långgöl (Ukna socken, Småland, 644065-152473)
Långgöl är en sjö i Västerviks kommun i Småland och ingår i Storåns huvudavrinningsområde.